# Homoseksualitet
Homoseksualitet (af oldgræsk ὁμός homos "samme") er en seksualitet karakteriseret ved romantisk og/eller fysisk tiltrækning af personer af samme køn. Homoseksualitet og heteroseksualitet kan opfattes som relative begreber i hver sin ende af en kontinuerlig skala (f.eks. Kinsey-skalaen), hvor biseksualitet er placeret et sted midt imellem.

## Betegnelser
- Homoseksuel betegner både mænd og kvinder, hvis seksualitet retter sig mod personer af samme køn. Af og til ser man begrebet benyttet som betegnelse for mandlige homoseksuelle ("homoseksuelle og lesbiske").[kilde mangler] Ordet "homoseksuel" er en sammensætning af homo- "samme" af oldgræsk oprindelse, og seksuel, af latin. Tidligere har været benyttet betegnelsen homofil, af græsk phileō "elske", men denne betegnelse er ikke længere almindeligt anvendt på dansk.[kilde mangler]
- En homoseksuel kvinde kaldes lesbisk. Betegnelsen refererer til den græske ø Lesbos, hjemsted for digterinden Sapfo, der skrev kærlighedsdigte til piger.
- En homoseksuel mand kaldes bøsse. Betegnelsen refererer muligvis til en sammenligning mellem analsex og rensningen af et gevær (bøsse). Ordet var tidligere udelukkende nedsættende men bruges nu også neutralt (som svensk: bög, engelsk: gay og tysk: Schwul). "Bøsse" i betydningen "homoseksuel" er registreret tilbage til 1855, men udtrykket er muligvis ældre.[1] Vestre Landsret afgjorde 9. oktober 2023, at ordet bøsse ikke er et skældsord og udtalte, at det ikke kan "anses for hån eller anden fornærmelig tiltale at sige »bøsse« til en anden person, idet det blot er en betegnelse for en seksuel orientering."[2]

Ordet "homoseksuel" blev introduceret i Krafft-Ebings bog Psychopathia Sexualis fra 1886. Før det havde man haft begrebet uranisme (af tysk Uranismus), introduceret i 1860'erne af en sagfører fra Hannover ved navn Karl Heinrich Ulrichs, der selv var homoseksuel. Ulrichs mente, at "uranisme" var en medfødt afvigelse, der skyldtes, at en kvindelig sjæl er fanget i en mands krop, kaldt en Urning.

## Antal
Der er for få eller ingen kildehenvisninger i dette afsnit, hvilket er et problem. Du kan hjælpe ved at angive troværdige kilder til de påstande, som fremføres.

Det er vanskeligt at afgøre hvor stor en del af befolkningen, der er homoseksuelle. Internationale undersøgelser kommer til vidt forskellige resultater med tal, der varierer fra 1% til 21%. Problemet er først og fremmest, at forskerne ikke nødvendigvis spørger om den samme ting. Den amerikanske psykolog Ritch Savin-Williams skelner mellem tre forskellige homoseksualitetsdefinitioner:
- den følelsesmæssige definition (om man kan forelske sig i en person af samme køn)
- den adfærdsmæssige definition (om man fortrinsvis har sex med personer af samme køn)
- den identitetsmæssige definition (om man definerer sig selv som homoseksuel).

I en norsk undersøgelse gav den første definition således 15%, den anden 7% og den sidste 5%, hvorimod en amerikansk undersøgelse gav tallene 8%, 6% og 2%. Det må antages, at de danske tal snarere ligner de norske end de amerikanske, og at henved 5% af befolkningen definerer sig som homoseksuelle, mens der er en lidt større del af befolkningen, der fortrinsvis har sex med personer af samme køn.
Homoseksuelle organisationer angiver tallet som 10-15%. Uofficielle rundspørger (f.eks. i ugeblade og magasiner) lander typisk på tal omkring 10%. Tallene besværliggøres af, at ikke alle "praktiserende" homoseksuelle vil svare ja til at have en homoseksuel identitet, når der foretages stikprøver eller rundspørger. Nogle er bange for at være åbne omkring deres identitet og holder den dermed skjult; andre er slet ikke bevidste om deres homoseksualitet; og atter andre, der måske nok reelt er overvejende tiltrukket af deres eget køn, vil hellere beskrive sig som biseksuelle, fordi de ikke sympatiserer med den "homoseksuelle kultur" eller rettere det stereotype billede af den homoseksuelle.
Den amerikanske Kinsey-rapport fra 1948 fandt, at en betragtelig del af den mandlige befolkning havde seksuelle erfaringer med deres eget køn, og at 90-95% var mere eller mindre biseksuel. Rapporten er imidlertid blevet kritiseret for at have udvalgt et materiale, der var mere seksuelt åbent end befolkningen som sådan. Det er dog sandsynligt, at homoseksuelle aktiviteter har en anseelig udbredelse uden for den del af befolkningen, der opfatter sig som homoseksuelle. For de fleste drejer det sig om enkeltstående oplevelser, mens andre reelt er biseksuelle.
Danmarks Statistik laver ikke opgørelser over seksuel orientering. Man har derimod statistikker over, hvor mange der lever i registreret partnerskab. Det drejede sig den 1. januar 2005 om i alt 3.235 mænd og 2.718 kvinder. Til sammenligning var det i alt 1.080.247 mænd og 1.162.841 kvinder, der stod opført som "gifte". Man kan dog naturligvis ikke heraf slutte, at homoseksuelle udgør 0,30% af mændene og 0,23% af kvinderne. Sandsynligvis er homoseksuelle stadig mindre tilbøjelige til at indgå ægteskab end de heteroseksuelle, men det er formodentlig et forhold, der er under ændring. Det er således betegnende, at de registrerede partnerskaber udgør en forholdsvis større andel af samtlige ægteskaber blandt de yngre end blandt de ældre.

## Historie
Der er for få eller ingen kildehenvisninger i denne artikel, hvilket er et problem. Du kan hjælpe ved at angive troværdige kilder til de påstande, som fremføres i artiklen.

### Grækenland og Rom
Oldtidens græsk-romersk kultur er et velkendt eksempel, hvor det var fuldt socialt accepteret for mænd at være forelsket i andre mænd, blot man var den aktive part.
Den græske pæderasti (der var rettet mod drenge i alderen ca. 12-18 år) har efter de fleste forskeres mening en rituel oprindelse. I adskillige kulturer er det udbredt, at de unge mænd indgår seksuelle forbindelser med ældre mænd som led i deres opdragelse. I Sparta og på Kreta var pæderastien stadig i klassisk tid en del af det rituelle opdragelsessystem; men i det klassiske Athen ser pæderastien ud til at have udviklet sig til et æstetisk-romantisk privatanliggende.
Platon opfattede kærligheden mellem mænd som mere ædel end kærligheden mellem mænd og kvinder, fordi den havde et åndeligt element, hvorimod heteroseksuel kærlighed var rent fysisk. I Theben havde man en berømt hærenhed, der bestod af lutter kærestepar, ældre og yngre mænd side om side, fordi man mente, det ville højne den unges mod, når han skulle vise sig over for sin ældre partner.
De græske guder, der i et og alt ligner menneskene, har man også tillagt homoerotiske erfaringer: Zeus bortførte drengen Ganymedes, Poseidon elskede Pelops, og Apollon elskede Hyakinthos, som han dog kom til at dræbe med en diskos. Også de mytologiske helte skal havde dyrket kærlighedsforhold til drenge eller yngre mænd, således Herakles' forhold til Hylas og Achilleus' forhold til Patroklos. Selv om de senere grækere opfattede sidstnævnte forhold som erotisk, er det dog ikke noget, som Homer tematiserer i Iliaden.
Lesbisk kærlighed kendes fra Lesbos (hos Sapfo) og fra Sparta (hos Alkman). Den synes at have fulgt det samme mønster som pæderastien, idet det drejede sig om ældre kvinder, der opdrog yngre kvinder, og den indgik i den rituelle opdragelse af pigerne. I Athen og i de senere hellenistiske stater spillede den lesbiske kærlighed derimod ikke nogen fremtrædende rolle, hvilket skal ses i forbindelse med kvindens underordnede stilling i disse kulturer.
Romerne omfattede den "græske kærlighed" med ambivalens. Man fandt, at den var udtryk for græsk blødhed, men ikke desto mindre vandt de græske holdninger indpas i overklassen. Flere af kejserne havde åbne forhold til drenge og mænd. Nero giftede sig sågar med mænd, snart som gom og snart som brud. Kejser Hadrian havde en ung kæreste Antinoos, der kom ulykkeligt af dage på Nilen og efterfølgende blev officielt dyrket som en gud.
I det 2. og 3. århundrede kan man se en tendens til, at homofobi træder i forgrunden også hos filosofferne. Den græske forfatter Plutarch (2. årh.) har skrevet en dialog, hvor fordele og ulemper ved kærligheden til drenge og kærligheden til kvinder stilles over for hinanden, og han når til den konklusion, at kvindekærligheden er bedst, fordi den er mest stabil. En dialog tilskrevet den græske forfatter Lukian når dog til den modsatte konklusion.

### Middelalderen og renæssancen
Den 6. august 390, efter at kristendommen var blevet statsreligion i Romerriget, indførte Kejser Theodosius dødsstraf for passiv (i betydningen "den modtagende part" i selve kønsakten) homoseksuel praksis. Kejser Justinian udstrakte i 558 forbuddet til også at gælde de aktivt homoseksuelle.
Den tekniske betegnelse for den mandligt homoseksuelle akt var sodomi (således stadig i amerikansk lovgivning, der forbyder sådanne handlinger). I middelalderen blev homoseksuelle handlinger især sat i forbindelse med forskellige kætteriske retninger af kristendommen (det engelske skældsord bugger betegner egentlig en kætter fra Bulgarien).
Selv om homoseksualitet officielt var forbudt og ofte også førte til retsforfølgelse, var de italienske byer Firenze og Venedig siden renæssancen berygtede for den åbenlyse homoseksuelle praksis.
Den ortodokse kirke kendte en slags homoseksuel vielse i middelalderen. Det blev kaldt adelphopoiēsis ("brødregørelse"). Præsten læste bibelvers fra Paulus' 1. brev til korintherne (12.27-13.8) og Johannesevangeliet (17.18-26), og de to venner blev velsignet og kyssede hinanden. I Vestkirken var sådanne vennevielser (latin ordo ad fratres faciendum) derimod sjældne. Disse venskaber var et alternativ enten til et ægteskab med en kvinde eller til cølibatet. Spørgsmålet er, om disse forhold også havde en fysisk side, eller om de var rent platoniske. Det var under alle omstændigheder den romantiske side af forholdet, der var i forgrunden.

### Den moderne homoseksualitet
Det moderne begreb om den homoseksuelle som en person, der primært er orienteret mod sit eget køn, og hvis identitet er grundlagt på denne disposition, stammer fra det 19. århundrede.
Tyskeren Karl Heinrich Ulrichs indførte forestillingen om et "tredje køn", som han kaldte uranier eller urninge med henvisning til Platons Symposion (hvor det fortælles, at der er to afroditer, en himmelsk, der er rettet mod drenge og er åndelig, og en gemen, der er rettet mod både kvinder og drenge og er fysisk). Ikke længere efter blev ordet "homoseksuel" dannet og siden parallelt hermed ordet "heteroseksuel". Tyskland blev snart hjemsted for en levende homoseksuel emancipationsbevægelse, mens det gik noget langsommere i resten af verden. Det varede indtil nazisternes magtovertagelse.
I 1895 blev en tjenestepige fra Kvam i Hardanger indlagt på dr. Rosenbergs asyl i Bergen, fordi hun blev tiltrukket af andre kvinder. Det følgende år skrev overlæge Carl Looft en artikel om kvinden, hvor han benyttede ordet "homoseksualitet". Han opfattede tilstanden som arvelig, og mislykkedes i at helbrede kvinden, selv om han forsøgte både hypnose, kolde bad og behandling med det beroligende middel bromkalium.
I Danmark blev det først efter anden verdenskrig arbejdet systematisk for homoseksuelles ligeberettigelse, først og fremmest med grundlæggelsen af Forbundet af 1948, der i dag hedder LGBT Danmark. I Danmark blev homoseksualitet først slettet af Sundhedsstyrelsens sygdomsliste i 1981. Dog så sent som i 2013, bliver sygdom og homoseksuelle kædet sammen til et forslag på en søgning på internetsøgemaskinen Google. I 1989 kunne Danmark som det første land i verden indføre en juridisk ordning for homoseksuelle – registreret partnerskab – der har nogenlunde samme retsvirkninger, som der er knyttet til et ægteskab mellem en mand og en kvinde; inden da havde bl.a. præsten Harald Søbye viet homoseksuelle. Siden har mange lande fulgt Danmarks eksempel, og efter årtusindeskiftet har en lang række lande inkl. Danmark i 2012 indført kønsneutralt ægteskab, således at ægteskabslovgivningen nu er den samme for hetero- som for homoseksuelle.
Teknologi har i nyere tid gjort det betydeligt lettere for homoseksuelle at finde ligesindede. Hvor det tidligere var besværligt og muligvis forbundet med risiko at finde homoseksuelle bekendtskaber, kan man nu over det meste af verden holde og tage kontakt med ligesindede ved brug af internettet.

## Homoseksuelles rettigheder i Danmark
Loven i Danmark tillader homoseksuelle par at adoptere; dog kan den hindring forekomme, at det kræves at donorlandet indvilliger. Som følge af en lovændring i 2006 kan lesbiske og enlige kvinder på lige fod med andre kvinder benytte sig af kunstig befrugtning.
I Danmark har homoseksuelle i et registreret partnerskab lov til at adoptere den anden partners barn, dvs. en stedbarnsadoption (en adoption, hvor barnet og adoptanten som regel kender hinanden i forvejen). Denne lov blev vedtaget i Folketinget i maj 1999.
Det var dog først i juni 2014, at det første danske homoseksuelle par adopterede. Dette er, som der står tidligere i denne sektion, fordi afgiverlandene generelt er imod homoseksualitet.
I 1989 indførte Danmark som det første land i verden det registrerede partnerskab mellem to personer af samme køn.

## Modstand
Modstand mod homoseksualitet er hyppig på tværs af landegrænser og tidsaldre.